# Приозерний (Астраханська область)
Приозерний (рос. Приозёрный) — селище у Красноярському районі Астраханської області Російської Федерації.
Населення становить 18 осіб (2010). Входить до складу муніципального утворення Степновська сільрада.

## Історія
Населений пункт розташований на території українського етнічного та культурного краю Жовтий Клин. Від 1925 року належить до Красноярського району.
Згідно із законом від 6 серпня 2004 року органом місцевого самоврядування є Степновська сільрада.

## Населення
| 2002 | 2010 |
| ---- | ---- |
| 54   | ↘18  |